# Ungod
Ungod è il primo album in studio del gruppo musicale statunitense Stabbing Westward, pubblicato nel 1994.

## Tracce
1. Lost – 3:21
2. Control – 3:39
3. Nothing – 4:50
4. ACF – 4:43
5. Lies – 4:43
6. Ungod – 7:43
7. Throw – 5:24
8. Violent Mood Swings – 5:12
9. Red on White – 5:20
10. Can't Happen Here – 8:26

## Formazione
- Christopher Hall – voce, chitarra
- Stuart Zechman – chitarra
- Jim Sellers – basso
- Walter Flakus – tastiera, programmazioni
- David Suycott – batteria